# Leading Lady und Leading Man
Der Ausdruck Leading Lady („führende Dame“) bezeichnet im Repertoiretheater des englischen Sprachraumes die Protagonistin (dann synonym mit female lead / leading actress) bzw. das Rollenfach der weiblichen Geliebten des Protagonisten. Neben dem Leading Man („führender Mann“), der routinemäßig als männlicher Liebhaber eingesetzt wird, ist sie das prominenteste und höchstbezahlte Mitglied eines Schauspielensembles. Weitere stock characters (Repertoire-Charaktere) der englischsprachigen Bühne sind die young lovers (male juvenile – etwa: Jugendlicher Liebhaber; female juvenile – Ingenue, Jugendliche Liebhaberin) sowie männliche und weibliche Charakterdarsteller und eventuell eine Soubrette.
Schauspieler, die die Aufmerksamkeit des Publikums durch ihr Auftreten und ihre überzeugende Darstellung in besonderem Maße auf sich ziehen und aus diesem Grunde besonders häufig oder ausschließlich für Hauptrollen eingesetzt werden, behalten den Titel Leading Man oder Leading Lady auch rollen-, ensemble- und theaterunabhängig (d. h. über die Grenzen des Repertoiresystems hinaus). Aufgrund der begrenzten Verfügbarkeit von Hauptrollen, die sich auf etablierte Leading Men oder Leading Ladies verteilen, ist die Anzahl der Schauspieler mit diesem Titel im Verhältnis zur Zahl aller Ensembledarsteller gering. 

## Film
In Anlehnung an diesen Sprachgebrauch wird der Begriff Leading Lady / Leading Man im englischen Sprachraum seit jeher auch auf Filmdarsteller angewandt, die die weibliche bzw. männliche Hauptrolle innehaben. Bei der Oscarverleihung gibt es daher die Auszeichnung in den Kategorien Actor/Actress in a Leading Role bzw. Actor/Actress in a Supporting Role. 
Hierarchiebedeutung im Studiosystem Hollywoods
Der Ausdruck spielte während des Studiosystems in Hollywood eine bedeutende Rolle, um den Status eines Schauspielers innerhalb der Studiohierarchie möglichst genau wiederzugeben. In der Regel wurden Schauspieler durch langfristige Verträge mit 5 bis 7 Jahren Laufzeit an ein bestimmtes Studio gebunden und bezogen in dieser Zeit ein festes Gehalt. Wenn der Schauspieler noch nicht etabliert war (er sich z. B. auf der Bühne einen Namen gemacht hatte), begann seine Karriere meist in sog. bit parts. Darunter wurden kleine Rollen beschrieben, die einige wenige Dialogzeilen umfassten. Damit waren solche Auftritte mehr als Statistenrollen, hatten jedoch so wenig eigenes Gewicht, dass sie beim Endschnitt oft ohne Beeinträchtigung der Gesamthandlung herausgeschnitten werden konnten. Schauspieler, die in bits zu sehen waren, hatten keinen vertraglichen Anspruch auf Nennung im Credit, also der namentlichen Auflistung der Mitwirkenden.
Die nächste Stufe in der Hierarchie waren die featured player. Darunter wurden Schauspieler verstanden, die Nebenrollen übernahmen und Anspruch auf Nennung im Credit hatten. Nicht immer scharf zu trennen war der Status eines featured player von einem Nebendarsteller, der unter die Kategorie supporting player fiel.
Der Aufstieg zur Leading Lady / Leading Man war gegeben, wenn der Darsteller die männliche oder weibliche Hauptrolle übernahm. Der Status eines Leading Player war ein wichtiges Indiz für die wachsende Bedeutung des Schauspielers in der Wahrnehmung der Fans und meist der letzte Schritt in Richtung Star. Ein Leading Player bekam zwar eine Rolle von entsprechender Bedeutung, doch war damit nicht automatisch die Nennung über dem Titel oder wenigstens gleichrangig zum nominellen Hauptdarsteller verbunden. Meist wurde der Leading Player durch den Zusatz with (deutsch mit) nach dem Titel des Films angekündigt.
Der prestigeträchtige Status der Nennung vor dem Titel blieb dem Star bzw., wenn beide Rollen (mitunter sogar mehrere Rollen) von einem weiteren Star übernommen wurden, dem Co-Star vorbehalten. Die Verträge der Stars schrieben teilweise im Detail vor, in welcher Reihenfolge sie im Verhältnis zu ihren Co-Stars angekündigt werden mussten und befassten sich teilweise sogar mit dem Größenverhältnis, in dem ihr Name zum Titel zu stehen hatte. Diese order of billing (Rangfolge der Namensnennung) verursachte den Rechtsabteilungen der Studios mitunter erhebliches Kopfzerbrechen und verhinderte sogar die erfolgreiche Zusammenarbeit zweier Stars, wenn diese sich nicht über die Rangfolge einigen konnten.
Ein beliebter Kompromiss für solche Fälle war die Teilung der Namensnennung. Meist erschien dann die eine Hälfte der Werbung und mitunter sogar die Hälfte der Verleihkopien mit dem einen Namen an der ersten Stelle und die andere Hälfte mit dem anderen. Beispiele dafür waren entsprechende Regelungen zwischen Cary Grant und Ginger Rogers bei Es waren einmal Flitterwochen sowie zwischen William Powell und Irene Dunne bei Unser Leben mit Vater. Eine andere Möglichkeit, die oft bei einer Starbesetzung angewandt wurde, war die Nennung der Mitwirkenden in alphabetischer Reihenfolge. Bei Fernsehserien, insbesondere in den USA, erscheint der Name des ranghöchsten Darstellers mitunter auch als letzter im Vorspann und wird durch die zusätzliche Nennung seines Charakters in der Serie besonders hervorgehoben.
Wenn ein Schauspieler bereits außerhalb des Films populär war, konnte er durch seinen vorhandenen Marktwert den Einstieg ins Filmgeschäft gleich als Star beginnen. Als Sonja Henie 1936 einen Filmvertrag mit der Gesellschaft 20th Century Fox aushandelte, setzte sie durch, in keinem ihrer Filme je unter dem Titel und niemals weniger als Co-Starring, also gleichberechtigte Nennung neben einem männlichen Star zu bekommen.
Der Weg von bit player zum Star konnte auch umgekehrt verlaufen, wie im Beispiel von Aileen Pringle oder Florence Lawrence, die den Abstieg von hochbezahlten Filmschauspielerinnen hin zu zweitrangigen Auftritten durchmachten.